# Волхонская, Александра Андреевна
Александра Андреевна Волхонская (род. 1927) — доярка, Герой Социалистического Труда (1966).

## Биография
Родилась в деревне Марьинка (под Калугой). С 1943 года работала в Калуге на машиностроительном заводе.
В 1947 году вышла замуж и вскоре переехала в пригородную деревню Черносвитино. С 1954 года работала дояркой в совхозе «Карачевский». В 1960 году за высокие надои награждена орденом Ленина.
В начале 1960-х годов совхоз был преобразован в Карачевскую птицефабрику. Волхонская по-прежнему работала на молочной ферме. В 1966 году за досрочное выполнение заданий пятилетки ей было присвоено звание Героя Социалистического Труда.
С 1968 года после ликвидации молочной фермы работала птичницей.
Делегат XXII съезда КПСС (1966).